# Cantó d'Anhana

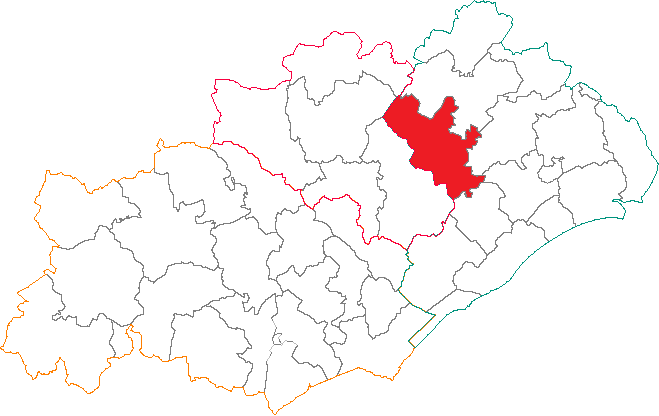
El cantó d'Aniane a l'Erau

El cantó d'Aniane és un cantó francès del departament de l'Erau, a la regió del Llenguadoc-Rosselló. Forma part del districte de Lodeva, té 7 municipis i el cap cantonal és Anhana. Aquest cantó va ser transferit del districte de Montpeller a l'actual de Lodeva el dia 1 de novembre de 2009.

## Municipis
- Anhana
- Argelièrs
- La Boissièira
- Montarnaud
- Pig-abon
- Sant Guilhèm dau Desèrt
- Sant Paul e Valmala